# Refugee (Film)
Refugee ist ein Hindi-Film von Jyoti Prakash Dutta aus dem Jahr 2000. Abhishek Bachchan und Kareena Kapoor hatten beide mit diesem Film ihr Filmdebüt.

## Handlung
Refugee beschreibt die Geschichte des namen- und heimatlosen Refugee, der im Grenzgebiet von Indien und Pakistan illegal Menschen über die Grenze bringt. Sein Vater lebt in Indien, sein Onkel in Pakistan, und beide helfen den Aus- und Einreisenden. Und Refugee ist der Führer.
Manzoor Ahmed und seine Familie sind Flüchtlinge. Als Moslems 1947 aus Indien ins neu gegründete Pakistan vertrieben trifft die Familie die Abspaltung Bangladeschs von Pakistan 1971 erneut. Und somit begeben sie sich erneut auf die Suche nach Heimat in Pakistan. An der Grenze heuern sie als Führer Refugee an. Diesem gelingt es, die Gruppe nach Pakistan zu schmuggeln, auch wenn unterwegs Menschen sterben und deutlich wird, dass diese Grenze Brüder selbst gleichen Glaubens und gleicher Hoffnung mehr trennt als schützt.
Nazaar, Manzoor Ahmed Tochter, und Refugee verlieben sich auf dieser Reise ineinander, und als Refugee immer wieder nach Pakistan kommt und Nazaar dort auf ihn wartet, erkennt der Einzelgänger Refugee, dass ihm Heimat nur Menschen geben können, nicht Grenzen oder Politiker.
Doch die Ereignisse überschlagen sich, als Refugee, der immer nur seinesgleichen, Flüchtlingen helfen will, zwielichtige Gestalten nach Indien bringt. Indien und Pakistan verstärken die Grenzkontrollen, Refugee wird verraten, doch Nazaar kann ihn nicht von seinen gefährlichen Touren abhalten.

## Soundtrack
Komponiert wurde der Soundtrack von Anu Malik.
| Song                     | Sänger                                                       | Dauer |
| ------------------------ | ------------------------------------------------------------ | ----- |
| „Aisa Lagta Hai“         | Sonu Nigam, Alka Yagnik                                      | 7:28  |
| „Jise Tu Na Mila“        | Sukhwinder Singh, Shankar Mahadevan                          | 10:58 |
| „Mere Humsafar“          | Sonu Nigam, Alka Yagnik                                      | 7:50  |
| „Panchi Nadiya Pawan Ke“ | Sonu Nigam, Alka Yagnik, Abhishek Bachchan, Kareena Kapoor   | 9:46  |
| „Raat Ki Hatheli Par“    | Udit Narayan, Alka Yagnik, Abhishek Bachchan, Kareena Kapoor | 6:58  |
| „Taal Pe Jab“            | Sonu Nigam, Alka Yagnik                                      | 7:13  |

## Auszeichnungen
- Filmfare Award
  - Bestes Debüt – Kareena Kapoor
  - Bester Liedtext